# FAEMA

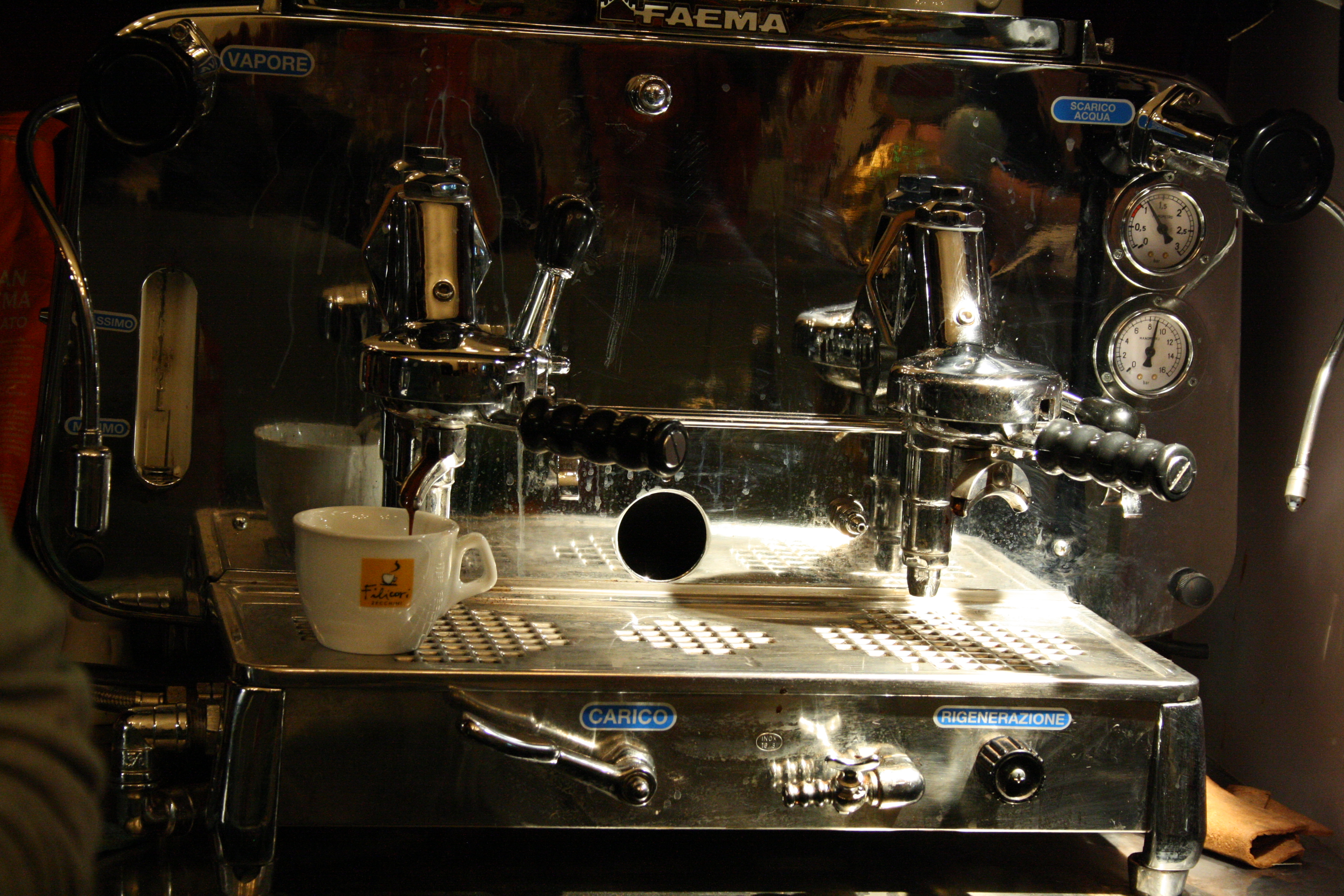
Espressomaschine von FAEMA

FAEMA ist ein italienisches Unternehmen, das sich mit der Herstellung und dem Vertrieb von Espressomaschinen und Zubehör beschäftigt. FAEMA ist dabei ein Akronym für Fabbrica Apparecchiature Elettro Meccaniche e Affini (deutsch etwa „Fabrik für elektromechanische Geräte und Ähnliches“). Das Unternehmen wurde 1945 von Carlo Ernesto Valente in Mailand gegründet und wurde 1995 von der Gruppo Cimbali – einem der größten Mitbewerber – übernommen.

## Geschichte und Technik
In den 1950er-Jahren begann FAEMA mit der Produktion von Kolbenmaschinen mit horizontalem Boiler, wie sie typisch für die damalige Zeit waren.
1961 brachte FAEMA die E61 auf den Markt, die von Ernesto Valente entwickelt wurde. Sie wurde nach der Sonnenfinsternis im Jahr 1961 (italienisch: Eclisse 1961) benannt. Die E61 brachte damals viele Innovationen mit sich und setzt bis heute Standards. Die E61 setzte erstmals eine mechanische Drehschieberpumpe ein, die einen Wasserdruck von neun Bar lieferte. Da FAEMA dabei ein Wärmetauschrohr einbaute, das durch den Dampfboiler verläuft und so das Wasser erhitzt, war es möglich, kaltes Wasser durch die Drehschieberpumpe zu führen. Das heiße Wasser gelangt dann über einen Diffusionblock in die ebenfalls neu konstruierte Brühgruppe, der zur Temperierung mit warmem Wasser durchströmt wird. Die E61 wurde, nachdem sie bis 1966 produziert wurde, von den Modellen E64 und E66 abgelöst.
Der große Erfolg der E61 führte dazu, dass alle Brühgruppen mit dem gleichen Prinzip als E61 bezeichnet werden, auch solche die von anderen Herstellern gebaut werden. In den 1990er Jahren begann eine Renaissance der Brühgruppe. Zum 40-jährigen Jubiläum im Jahr 2001 wurde die Faema E61 als E61 Jubile und E61 Legend modifiziert wieder in Produktion genommen und wird bis heute produziert.

## Radsport
Das Unternehmen sponserte das Team Faema von 1955 bis 1962 und das Team Faemino-Faema, das Team um Eddy Merckx, von 1968 bis 1970 als Hauptsponsor, 1962 bis 1963 das Team Flandria-Faema und 1978 bis 1979 das Team Bianchi-Faema als Co-Sponsor.